# Lampada Tiffany

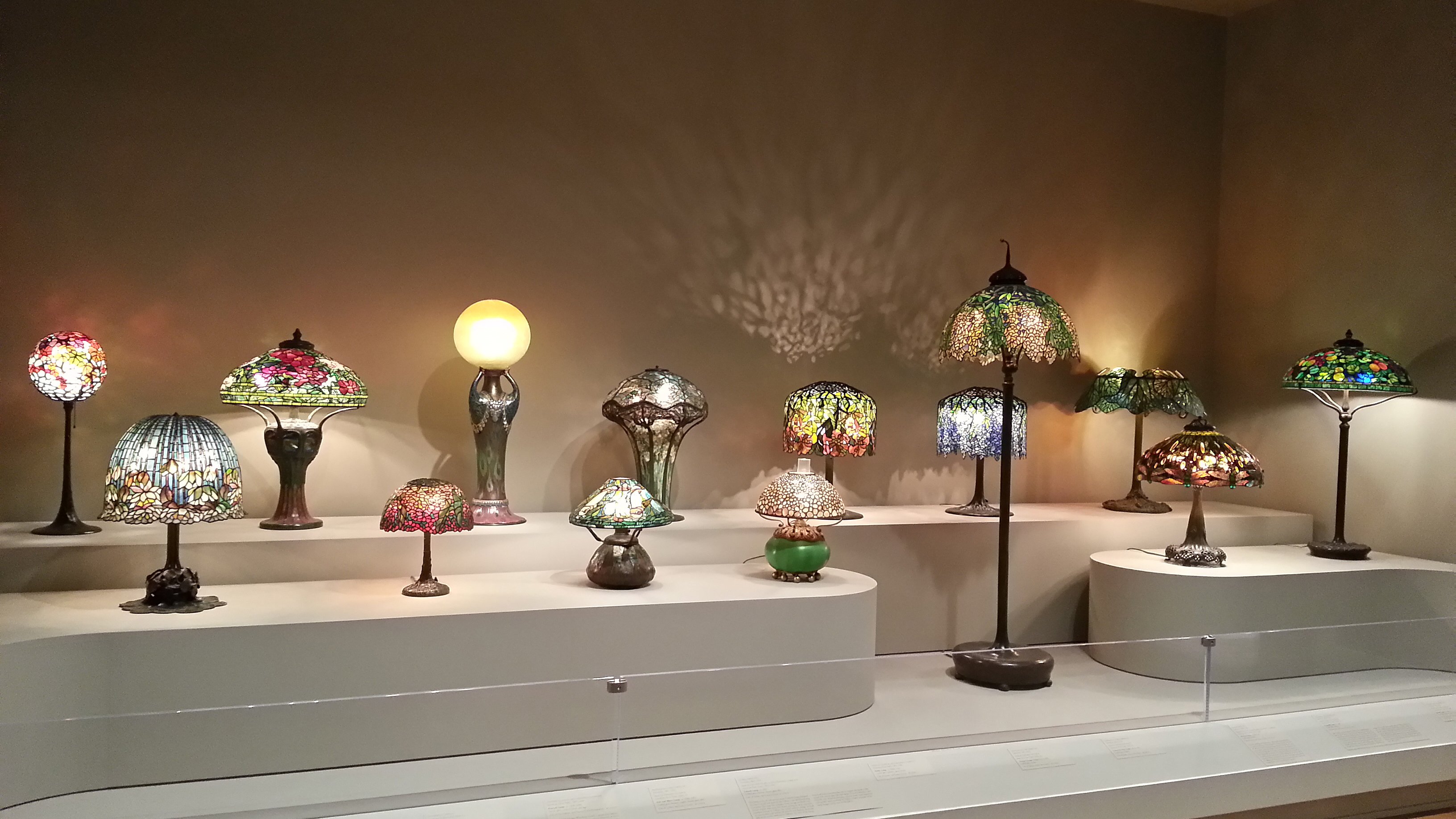
Collezione di lampade Tiffany del Museo di belle arti della Virginia

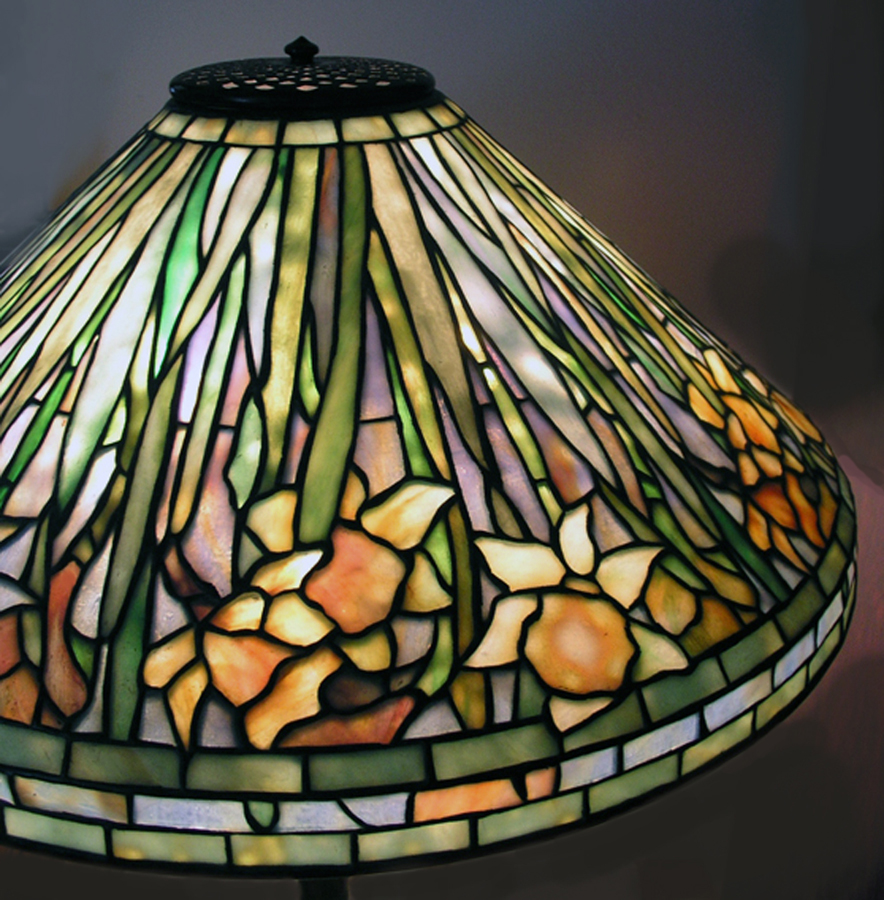
Una lampada da tavolo con vetro piombato Daffodil della Louis Comfort Tiffany & Co. (è mostrato il paralume), disegnata dalla capodesigner di Tiffany, Clara Driscoll.

Una lampada Tiffany è un tipo di lampada con un paralume fatto di vetro disegnato da Louis Comfort Tiffany e dal suo studio di design. La più famosa fu la lampada di vetro piombato colorato. Le lampade Tiffany sono considerate parte del movimento dell'Art Nouveau.
A causa dell'influenza dominante di Tiffany sullo stile, il termine "lampada Tiffany" o "lampada in stile Tiffany" è stato spesso usato per riferirsi a qualsiasi lampada di vetro piombato colorato, anche quelle non fabbricate dalla società di Louis Comfort Tiffany.

## Storia
La prima lampada Tiffany fu creata intorno al 1895. Ciascuna lampada era fatta a mano da abili artigiani, e non prodotta in massa o da macchine. Il suo designer non era, come si era pensato per oltre 100 anni, Louis Comfort Tiffany, ma un'artista precedentemente sconosciuta di nome Clara Driscoll, che fu identificata nel 2007 dal professor Martin Eidelberg dell'Università Rutgers come la designer principale dietro le più creative e preziose lampade di vetro piombato prodotte dai Tiffany Studios.
La prima iniziativa commerciale di Tiffany fu un'impresa di design degli interni a New York, per la quale disegnò vetrate colorate.
Le lampade Tiffany guadagnarono popolarità dopo la Fiera Mondiale Colombiana a Chicago del 1893, dove Tiffany espose le sue lampade in una cappella di stile bizantino. La sua presentazione catturò lo sguardo di molte persone, soprattutto Wilhelm Bode e Julius Lessing, direttori dei musei statali di Berlino. Lessing acquistò alcuni pezzi da esporre nel Museo delle arti decorative, rendendolo il primo museo europeo a possedere vetri Tiffany. Benché l'opera di Tiffany fosse popolare in Germania, altri paesi, come la Francia, non ne furono altrettanto conquistati a causa della sua relazione con gli oggetti d'artigianato americano. Tiffany riuscì a entrare nel mercato francese solo affidando la produzione delle sue opere a Siegfried Bing, con l'assistenza di molti artisti francesi. Senza l'accesso e i contatti di Bing in Europa, Tiffany non avrebbe avuto tanto successo vendendo le sue opere a un pubblico europeo. Il successo di Tiffany in tutta Europa fu dovuto in gran parte al successo delle sue opere nei mercati tedesco e austro-ungarico attraverso una serie di esposizioni, a cominciare dal 1897 all'Esposizione Internazionale d'Arte a Dresda. Dopo che l'associazione fra Tiffany e Bing finì, l'interesse per i prodotti di Tiffany cominciò lentamente a declinare in Europa.

## Design
La maggioranza delle lampade Tiffany si possono raggruppare in una delle seguenti sette categorie:
- Bordo superiore irregolare
- Bordo inferiore irregolare
- Favrile
- Geometrica
- Transizione di fiori
- Cono fiorito
- Globo fiorito

Le lampade con Bordo superiore e inferiore irregolare recano un margine a corona traforata che aiuta a simulare un ramo, un albero o un arbusto. La categoria Favrile, che significa fatta a mano, identifica le prime lampade che Tiffany fabbricò con questa etichetta. Le sue iniziali LCT più tardi sostituirono il marchio Favrile. La categoria Geometrica, fatta primariamente dagli artigiani maschi, parla da sé. Gli artigiani di Tiffany usavano forme come triangoli, quadrati, rettangoli e ovali per formare questi modelli per quelle lampade. Poi c'è il gruppo Transizione di fiori, che è suddiviso nelle lampade del Cono e del Globo fiorito. Tutte queste lampade seguono un disegno naturale o botanico usando fiori, libellule, ragni con le tele, farfalle e piume di pavone. La differenza tra queste due categorie minori è nelle forme delle lampade, fondamentalmente un cono e un globo.

## Produzione
Ogni lampada è preparata usando il metodo della foglia di rame. Prima si disegna un modello per la lampada su un pezzo di cartone spesso. Poi si scrive un numero e un colore del vetro sul pezzo del modello. Dopo che il modello è disegnato ed etichettato, su di esso viene posato il vetro, sul quale viene tracciato il modello. A questo punto, i pezzi possono essere tagliati e molati nella loro forma corretta. Poi occorre pulirli in modo che la foglia di rame si possa applicare ai margini. La soluzione della foglia di rame permette ai pezzi di aderire insieme. Dopo che la lampada è stata montata in modo corretto ed è completamente unita, occorre saldare insieme i margini per una solida tenuta. Infine, dopo la saldatura, la lampada viene pulita per farne risaltare la bellezza.

## Collezioni
- Società storica di New York, Central Park West all'incrocio con la 77ª Strada Ovest – 132 lampade nella Collezione di cristalli Tiffany del Dr. Egon Neustadt[5]
- Museo d'arte del Queens, Parco Flushing Meadows-Corona, Queens (New York) – il resto della collezione di Neustadt, che andò al museo dopo la sua morte[6]
- Museo di belle arti della Virginia, Richmond (Virginia) – 14 lampade in mostra nelle Gallerie Lewis di arti decorative, con altre quattro lampade nella collezione del museo ma non in mostra[7]